# ホログラフィー
ホログラフィー（英: holography, ギリシア語の ὅλος (全体の) + γραφή (記録) から）は、3次元像を記録した写真であるホログラム (hologram) の製造技術のことである。ホログラフィーは情報の記録にも利用することができる。

## 概要

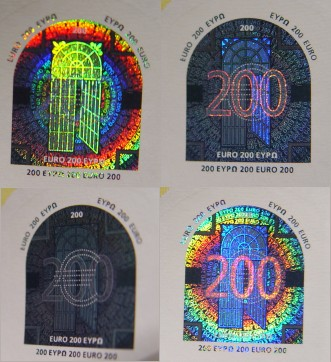
200ユーロ紙幣のホログラム

ホログラフィーは1947年にハンガリーの物理学者ガーボル・デーネシュによって発明された。彼は1971年にノーベル物理学賞を受賞しており、この発明に関する特許権も保有した。この発見はイギリスのウォリックシャー州ラグビーにあったブリティッシュ・トムソン・ヒューストン社にて電子顕微鏡を改良する研究をしていたときの思わぬ結果によるものだった。しかし、レーザーが1960年に発明されるまでは研究があまり進歩することはなかった。
最も初期のホログラムは透過型ホログラムと呼ばれる。これは、レーザー光をホログラムの裏側から照射しないと観察できなかった。
その後改良が進み、表側に白色光をあてれば観察できるレインボーホログラム（体積ホログラム）が作られるようになった。レインボーホログラムは裏面の金属めっきによって反射された光が像を再生する。ただし、「レインボー」の名の通り虹のようにさまざまな色の縞模様となる。クレジットカードや紙幣に見られるホログラムで偽造防止に利用されている。日本の紙幣では、現在発行中のE壱万円券及びE五千円券に採用されている。
ほかに白色光反射型ホログラムがある。ガブリエル・リップマンの天然色写真と原理がよく似ているため、日本ではレインボーホログラムと区別してリップマンホログラムと呼ばれる。レインボーホログラムと同様、観察者と同じ側から自然光をあてることによって再生することができる。レインボーホログラムとは異なり、金属めっきの反射を利用するのではなく、ホログラムそのものの回折（構造色）によって反射させる方式である。白色光反射型ホログラムの中にはフルカラーの3次元像が観察できるものがあり、実物と見分けがつかないほど精巧なものもある。ゼラチンを使用している場合には経年変化によって劣化するが近年では屈折率の高い光硬化樹脂が利用されるようになりつつあり、耐久性が向上している。
以前から、一部の愛好家や教育の一環としてホログラフィーの製作が試みられてきた。以前は大きくて高価な気体レーザーがホログラフィーに必須とされたが、DVDなどにさまざまな応用がなされている安価で小さい半導体レーザーでもホログラフィーの製造が可能になってきている。そのため、研究費の乏しい研究者や芸術家、熱心な愛好家でも手が出せるようになってきている。

## 原理
白黒の写真は光強度（単位面積あたりの光のエネルギー）が記録された点の集まりで、どの点も光強度という1つの情報しかない。カラー写真はさらに、光の三原色に相当する3つの光の波長の情報が加わる。
ホログラムでは光の電場の振幅や波長の情報だけでなくそれに位相の情報が加わる。写真では位相の情報は失われるが、ホログラムでは光の電場の振幅と位相が記録される。通常は単一波長であるが、カラーも可能である。像が再生される時にできる放射光は完全な3次元像となる点が、写真との違いである。また、写真と違い、像を反射率の違いで再生できるだけでなく、記録したホログラムを漂白（脱銀）することで屈折率の違いでも像を再現できる。

### 製造

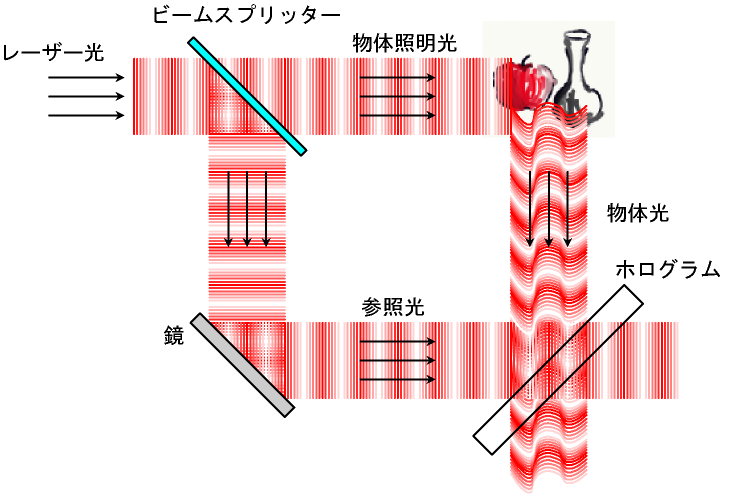
ホログラムの記録

ホログラフィーでは、各点について、参照光を用いて光波の位相を記録する。参照光は、記録の対象となる物体を照らす物体照明光と同じ光源から来ている。物体光と参照光とは、コヒーレンス（可干渉性）をもつ。参照光と物体光の重ね合わせによる光の干渉によって干渉縞ができる。これは普通の写真フィルムと同じ撮影技術であるが、干渉縞の微細な像を記録する必要があるので、専用のフィルムを使い、除震台を使うのが一般的である（ただし、パルスレーザーを光源とする場合には除震台は必須ではない）。これらの干渉縞は、フィルム上に回折格子を形成する。
ホログラムの大量生産法として、スタンパからの転写が用いられる。金属板上に塗布された光硬化樹脂に干渉縞を露光し、離型用に硝酸銀の還元反応によって銀メッキを施し、表面に無電解ニッケルメッキ（カニゼンメッキ）を施して耐久性をもたせてから、裏面を銅の電鋳によって裏打ちする。完成したスタンパから樹脂に転写する。

### 再生

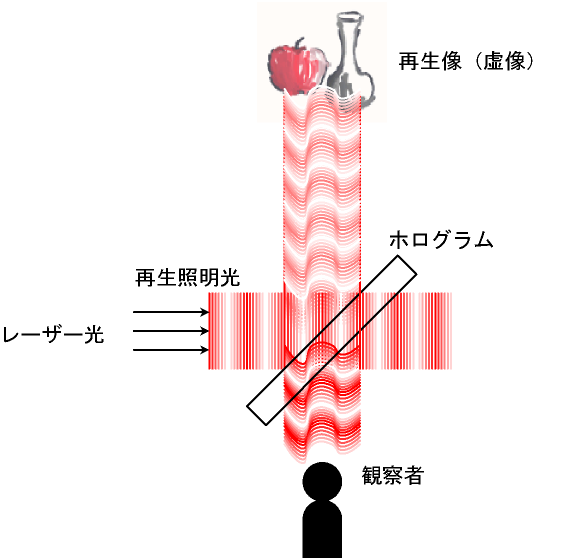
ホログラムの再生

一度フィルムが現像されると、参照光が再度照射されたときにフィルム上の干渉縞によって回折が起き、光強度と位相が再現された物体光ができる。光強度と位相が再現されているため像は3次元となる。観察者が動くと映し出された像は回転しているように見える。
ホログラフィーは物体光と参照光の干渉が必要となるため、コヒーレントな光波が必要であり、記録・再生にはレーザーが使われる。レーザーが発明されるより前のホログラムは、水銀灯のような不便なインコヒーレント光源を利用していた。
光のコヒーレンス長によって像の最大の深さが決まる。レーザーは通常数十センチメートルから数メートルのコヒーレンス長を持ち深い像を作ることができる。レーザーポインターはホログラフィーに利用するにはコヒーレンス長が短すぎるとされてきたが、小さなホログラムであれば作ることができる。大きなアナログホログラムはレーザーの電力が低すぎてレーザーポインターでは作ることができない。デジタルホログラフィーを利用すればこの問題に悩まされることはない。

## 種類

### 光ホログラフィー
光ホログラフィーは一般的なホログラフィーで光波の干渉像を記録する。

### 電子線ホログラフィー
電子線ホログラフィーは電子線の干渉像を記録する。

### 音響ホログラフィー
音響ホログラフィーは音波の干渉像を記録する。

### マイクロ波ホログラフィー
マイクロ波ホログラフィーはマイクロ波の干渉像を記録する。合成開口レーダーを使用するリモートセンシング等で使用される。

## 応用
ホログラフィーは像を記録する以外にも、さまざまな応用がなされている。

### 計測
現在、ホログラフィー顕微鏡などホログラフィーを利用した計測機器が次々と作られている。ホログラフィー顕微鏡はホログラフィーを利用することにより、微小な物体の立体像を得るものである。これをコンピュータ処理することにより、3次元情報を得ることが可能でさまざまな応用が期待されている。また、振動の計測にも使用される。他に応力測定や微小変位の計測にも使用される。

### 光コンピュータ
演算素子として利用できる。例えば、1枚のホログラムに2つのホログラムの実像を写せば、2つの3次元像の和をとれる。また、フーリエ変換面にホログラムフィルタをはさみこむことにより、微分演算を行える。他にも、パターン認識等、さまざまな処理がホログラフィーで可能である。一般的に、半導体コンピュータが画素ごとしらみつぶしに計算しなければならない計算をホログラムは一瞬で計算できる。光を情報キャリアに使ったコンピュータ一般に関しては、光コンピューティングを参照。

### ホログラフィックメモリ
ホログラフィックメモリは、結晶やフォトポリマーの中に高密度の情報を記録するものである。現在一般的な記録媒体（メモリ）である DVD は面上に記録するため光源の波長に依存する回折限界の制約を受ける。DVDはほぼこの上限に達しておりこれ以上容量を増やせない。しかし、メディアの容積全体に記録できるホログラフィックメモリは次世代記憶素子としての可能性を秘めている。
空間光変調を使えば、1024×1024ビットの解像度の異なった画像1000枚を1秒で再生できる。メディアによっては、1ギガビット毎秒という速度で書き込むことができ、読み込み速度は1テラビット毎秒に達すると考えられている。
2004年、NTTはプラスチック製の切手サイズで1GBの記憶ができるInfo-MICA（インフォ・マイカ）を発表。2005年、オプトウェアは記憶容量1TB、直径120mmのホログラフィック・バーサタイル・ディスク (HVD) を製造した。しかし、共に製品化までのアナウンスは聞こえてこない。
2009年4月27日、アメリカのGE社が標準サイズのディスク一枚に、500GBの容量を持つディスクについて発表。将来的には、1TB以上まで拡大も可能だという。フォーマットなどは現行のDVD・ブルーレイディスクと似ており、互換性に優れているという。

### ホログラフィック立体ディスプレイ
NHK放送技術研究所などが開発を行っている。多数の光変調素子を並べ、被写体からの干渉縞自体を再現している。プロジェクターの一種である。かつてはLCOSやDMDが研究に用いられてきたが、可視光の波長と同程度の画素ピッチが必要なため、磁気光学空間光変調器を使った研究もされている。

### 芸術
ホログラフィは芸術やホビーにも利用されている。ホログラフィック・ディスプレイ研究会では、毎年大学ホログラフィー展を開いており、芸術的なホログラムを誰でも無料で見ることができる。フルカラーのホログラムや手前に大きく飛び出るホログラムなどもあり、芸術の手法として確立されつつある。代表的な作家では、石井勢津子、中村郁夫、ヒロ・ヤマガタ等が活躍している。
トレーディングカードゲーム（TCG）やビックリマンシール（主に「ヘッド」と呼ばれるキャラクター）など、希少価値の高いレアカードやシールにホログラム加工がなされているものがある。コンピュータゲームのTCGにも、ホログラムのようなエフェクトが表示されるものもある。

### 光学素子
HUD（ヘッドアップディスプレイ）の表示素子にも使用されつつある。複雑な光学素子でもホログラフィック光学素子を使用すれば軽量にできる。分光器の回折格子等も製造される。

## その他の立体映像技術
2010年代から仮想キャラクターを用いたAR（拡張現実）配信やXRイベントが多数登場、普及しており、これら現実世界の空中に浮かぶAR像や空中立体像の表現技術を、便宜的にホログラムと呼ぶケースも増えてきている。これらのほとんどは参照光を用いるホログラフィーを用いてないが、ヘッドマウントディスプレイや、大型の透過液晶、紗幕、ハーフミラーフィルムの進化により、輝度の高いクリアなAR像や空中立体像を出せるようになったため、イベントや配信等使われるホログラムは、現在は後者が主流である。また、ホロレンズ等の製品名、ホロライブ、ホロラボ等の社名にも、ホロが使われてるが、これらも、現実世界の空中に浮かぶAR像や空中立体像や、その表現技術を指していると考えられる。
これらは一見ホログラフィック立体ディスプレイのように見えるが、別の系統の技術に属する。

### ペッパーズ・ゴースト
音声合成歌手の歌を流しながら、コンピューターグラフィックスで歌唱する姿をディスプレイ等へ映し出し、オンラインで公演するものを指すことがある。ペッパーズゴーストという錯覚の技術が用いられている。各種の音楽配信において現在、ホログラフィー配信は検討されている。

### AR・MR・スマートグラス
小型液晶ディスプレイを使用した拡張現実がホログラムと呼ばれることもある。

### ドローンショー
大量のドローンを用いて空中に映像を表示する。